# Neorhicnoda
Neorhicnoda es un género de insectos blatodeos (cucarachas) de la familia Blaberidae, subfamilia Blaberinae. Su única especie es Neorhicnoda maronensis.

## Distribución geográfica
Se pueden encontrar en la Guayana Francesa y Surinam.